# Androniqi Zengo
Androniqi Vangjeli Zengo (ur. 26 maja 1913 w Korczy, zm. 10 lutego 2000 w Tiranie) – albańska malarka i ikonografka.

## Życiorys
Córka malarza Vangjela Zengo i Vassiliqi. Jedna z pierwszych albańskich malarek. Ukończyła z wyróżnieniem studia w Akademii Sztuk Pięknych w Atenach, w klasie malarstwa i rzeźby. Naukę kontynuowała w Paryżu. Po powrocie do Albanii podjęła pracę nauczycielki w szkole żeńskiej “Nëna Mbretëreshë“ w Tiranie. 
Malowała głównie portrety i pejzaże. Pierwszą wystawę jej obrazów (ponad 60 prac) zaprezentowano w Tiranie w 1937, w ramach obchodów 25 rocznicy uzyskania niepodległości przez Albanię. W 1939 piętnaście jej prac zaprezentowano na wystawie w Nowym Jorku. W 1939 Zengo wzięła udział w konkursie Premio Albania, organizowanym w Bari. Zajęła w nim trzecie miejsce pracą Kalaja e Petrelës (Zamek w Petreli).
W późniejszym okresie swojej twórczości poświęciła się malarstwu sakralnemu, którym zajmował się także jej ojciec. Ikony autorstwa Androniqi Zengo znalazły się w Cerkwi Zmartwychwstania Pańskiego w Tiranie oraz w cerkwi w Drenovë. Pozostawiła po sobie ponad 500 dzieł (głównie pejzaży i portretów) - w Narodowej Galerii Sztuki w Tiranie znajduje się największa kolekcja jej obrazów licząca 55 płócien.
W 1941 wyszła za mąż za pieśniarza Kristaqa Antoniu. Zmarła w 2000 roku. Jej imię nosi jedna z ulic w tirańskiej dzielnicy Lapraka.